# Ontígola
Ontígola é um município da Espanha na província de Toledo, comunidade autónoma de Castilla-La Mancha, de área 42 km² com população de 2927 habitantes (2007) e densidade populacional de 43,37 hab/km².

## Demografia
| Variação demográfica do município entre 1991 e 2004 | Variação demográfica do município entre 1991 e 2004 | Variação demográfica do município entre 1991 e 2004 | Variação demográfica do município entre 1991 e 2004 |
| --------------------------------------------------- | --------------------------------------------------- | --------------------------------------------------- | --------------------------------------------------- |
| 1991                                                | 1996                                                | 2001                                                | 2004                                                |
| 773                                                 | 1088                                                | 1434                                                | 1796                                                |